# Forteresse Baba Vida
La forteresse Baba Vida (en bulgare : Баба Вида) est une forteresse médiévale située sur une colline de Vidin, au bord du Danube, dans le nord-ouest de la Bulgarie.
La forteresse est l'une des rares forteresses bulgares du Xe siècle. Baba Vida est le fort le plus important dans le nord-ouest de la Bulgarie. Elle est appelée forteresse Babi Vidini kuli (en bulgare : Баби Видини Кули). Le coeur de la forteresse forme un carré de 70 x 73 mètres de coté.

## Histoire
Avant sa fondation au Xe siècle, un observatoire se trouvait à sa place. Dans la forteresse, on a retrouvé les restes de sept types d'oiseaux, ce qui montre qu'ils ont existé dans ce lieu. Aujourd'hui, il y a certains types parmi eux qui ont disparu : le Grand Tétras et le Grus Grus.
Le château fort a été agrandi et renforcé aux XIIIe et XIVe siècles. Vidin et son château ont été le siège du dernier petit royaume bulgare héritier du Second empire bulgare avant de tomber à leur tour aux mains des Ottomans en 1396, à la suite de la défaite, à Nicopolis, de l'armée chrétienne, menée par Sigismond de Luxembourg, roi de Hongrie, auquel s'est joint le dernier tsar de Vidin, Ivan Sratsimir.
À la fin du XVIIIe siècle, la forteresse a cessé d'être utilisée à des fins défensives et a servi principalement d'armurerie et de prison.

## Tourisme
Un musée a été installé dans la forteresse en 1958.
Le site accueille le théâtre d'été de Vidin (350 places).